# Дженгель Менже
Дженгель Менже (фр. Djénhael Maingé, нар. 18 лютого 1992) — мартиніканський та французький футболіст, нападник клубу «Клуб Францискен» і національної збірної Мартиніки.

## Клубна кар'єра
У дорослому футболі дебютував 2011 року виступами за команду клубу «Клуб Францискен», кольори якої захищає й донині.

## Виступи за збірну
2012 року дебютував в офіційних матчах у складі національної збірної Мартиніки. Наразі провів у формі головної команди країни 18 матчів, забивши 3 голи.
У складі збірної був учасником розіграшу Золотого кубка КОНКАКАФ 2017 року у США.